# Abel Braga
Abel Carlos da Silva Braga (Rio de Janeiro, 1 de setembro de 1952) é um ex-treinador e ex-futebolista brasileiro que atuava como zagueiro.

## Carreira como jogador

### Clubes
Abel Braga começou no Fluminense em 1968, sendo integrado ao elenco profissional em 1971, ano em que conquistou seu primeiro título do Campeonato Carioca, repetindo este feito em 1973 e 1975 pelo Flu. No total pelo Tricolor das Laranjeiras, o zagueiro atuou em 75 jogos e marcou três gols.
Em 1973, foi emprestado ao Figueirense para disputar o Campeonato Brasileiro daquele ano, tendo atuado em 18 partidas pelo clube catarinense e marcado um gol.
Em 1976, transferiu-se para o Vasco da Gama, onde se sagrou campeão da Taça Guanabara por 2 vezes e campeão carioca em 1977. Foi pelo clube de São Januário que Abelão, como também ficou conhecido, se firmou como titular, já que no Fluminense geralmente era reserva (voltando a ser titular da Seleção Brasileira, na época comandada pelo técnico Cláudio Coutinho) e atuando pelo Vasco foi convocado para a Copa do Mundo FIFA de 1978. O Vasco da Gama é o clube que Abel Braga mais atuou na carreira, com 204 jogos e 11 gols marcados.
Três anos após a sua chegada ao Vasco da Gama, transferiu-se para o exterior. Paris foi seu destino, para defender o Paris Saint-Germain. O zagueiro permaneceu na França entre os anos de 1979 e 1981, tendo disputado 45 partidas e marcado nove gols, até regressar ao Brasil para jogar pelo Cruzeiro, em 1981, e depois pelo Botafogo, de 1983 a 1984.
Em 1985, foi contratado pelo Goytacaz, onde, no mesmo ano, encerrou a carreira.

### Seleção Brasileira
Pela Seleção Brasileira atuou em cinco partidas, e pertenceu ao elenco que disputou a Copa do Mundo de 1978. Sua primeira partida foi no dia 11 de dezembro de 1971, na vitória por 1 a 0 contra o Peru, e sua última partida foi em 25 de maio de 1978, em um empate por 2 a 2 contra a Seleção Gaúcha.

## Carreira como treinador
A sua carreira como treinador começou no mesmo clube onde ele encerrou a carreira de jogador, o Goytacaz. Formou-se em educação física e, no ano seguinte, foi para Portugal treinar o Rio Ave, regressando ao Brasil em 1987 onde treinou o Galícia para depois assumir o comando da equipe do Botafogo, onde já havia trabalhado como jogador. Foi curta a sua passagem pelo alvinegro carioca e, no mesmo ano, seguiu para Recife para treinar o Santa Cruz. Pelo tricolor do Arruda, Abel conquistou o Campeonato Pernambucano de 1987 em cima do rival Sport.

### O salvador em Portugal

#### Famalicão, Belenenses e Vitória de Setúbal
Em 1988 assumiu o Internacional, deixando o cargo no ano seguinte, para voltar a Portugal para assumir o comando do Famalicão, que estava na 2ª divisão do Campeonato Português. No seu primeiro ano no clube, Abel conseguiu levá-lo de volta à Primeira Liga. Na temporada 1990–91 os resultados não foram bons, mas Abel conseguiu manter o clube na 1ª divisão, terminando a competição em 18º. Abel permaneceu no clube até metade da temporada 1991–92, quando voltou a treinar um clube que se encontrava na 2ª divisão, o Belenenses. Mais uma vez ele conseguiu levar um clube de volta à 1ª divisão e, com isso, foi mantido no cargo para a temporada 1992–93. Nessa temporada, Abel levou o clube do Restelo a 7ª posição do Campeonato Português, permanecendo no cargo para a temporada seguinte. Mas o treinador não permaneceu até o fim da temporada, trocando o Belenenses pelo Vitória de Setúbal, que terminou em 8º. Os resultados obtidos com os clubes que se encontravam na 2ª divisão deram a Abel notoriedade entre os clubes portugueses.

### O retorno ao Brasil

#### Vasco da Gama
Após cinco anos em Portugal, o treinador voltou ao Brasil em 1995, para assumir o Vasco da Gama, clube onde jogou por três anos. Mas sua carreira como treinador do clube carioca não durou tanto tempo e após apenas dois meses como treinador, foi demitido. Em seguida, novamente assumiu o comando do Internacional.

### Os três paranaenses

#### Atlético Paranaense, Coritiba e Paraná
Em 1997 assumiu o Atlético Paranaense e permaneceu no cargo por um ano. No ano seguinte treinou o Coritiba, ganhando o estadual depois de 10 anos, e o Paraná, por um período muito curto, mas suficiente para conseguir ser treinador dos três maiores clubes do Paraná e de forma seguida.
A sua passagem pelo Paraná Clube foi curta pois, pouco tempo depois de assumir a equipe, ele recebeu uma proposta para retornar ao Vasco da Gama. O clube passava por um momento difícil após a derrota no Mundial de Clubes e Abel foi contratado. Depois de alguns meses no comando vascaíno, ele recebeu uma proposta de um clube francês, deixando o Vasco às vésperas da grande decisão do campeonato carioca. Essa passagem pelo Vasco, apesar de rápida, foi notória devido à goleada de 5 a 1 sobre o Flamengo, no domingo de Páscoa. Em julho de 2000, como já estava combinado desde a saída dele do Vasco, foi contratado pelo Olympique de Marseille.
De volta ao Brasil em 2001, treinou o Atlético Mineiro e o Botafogo, pela segunda vez. Mas Abel não ficou muito tempo no Botafogo, pedindo demissão em setembro do ano seguinte, após uma derrota por 2 a 0 para o Coritiba. Ainda em 2002, treinou novamente o Atlético-PR.
Em 2003, assumiu a Ponte Preta com o objetivo de manter o clube na 1ª divisão do Campeonato Brasileiro. A posição final não foi muito boa (21º), mas o objetivo foi alcançado e no fim do ano ele deixou o clube com a missão cumprida.

### As derrotas na Copa do Brasil

#### Flamengo
Valorizado no mercado de treinadores, assumiu o Flamengo em 2004, tendo como auxiliar-técnico o ex-jogador Andrade. O rubro-negro carioca tinha um projeto, comandado por outro ex-jogador, Júnior, que visava assegurar uma vaga para a Copa Libertadores da América do ano seguinte. Abel levou o clube ao título do Campeonato Carioca de 2004 e à final da Copa do Brasil do mesmo ano. Porém, na decisão contra o Santo André, após empatar o primeiro jogo em 2 a 2, foi derrotado no Maracanã por 2 a 0, perdendo, assim, a chance de conquistar o título e, consequentemente, a vaga para a Libertadores. Após o jogo, Abel declarou que esta tinha sido a maior derrota na sua carreira.

#### Fluminense
Em 2005, após seis meses longe do futebol, Abel voltou ao clube onde iniciou a carreira de jogador e assumiu o cargo de treinador do Fluminense, completando assim o ciclo dos quatro grandes do Rio de Janeiro. Com o tricolor carioca ele conquistou mais um título do Campeonato Carioca e teve a oportunidade de disputar outra final da Copa do Brasil, porém mais uma vez foi derrotado por um clube de São Paulo, desta vez o Paulista de Jundiaí.
Diferente da atitude da diretoria do Flamengo que o demitiu após a derrota na final, a diretoria tricolor manteve o treinador no cargo para a disputa do Campeonato Brasileiro, visando uma boa posição que garantisse uma vaga à Libertadores. Abel quase conseguiu alcançar esse objetivo, terminando em 5º, apenas uma posição abaixo da zona de classificação à Libertadores. Na Copa Sul-Americana daquele ano, ele conseguiu levar o Fluminense às quartas-de-final.

### Campeão da Libertadores e do Mundial pelo Internacional
Em 2006 Abel voltou a Porto Alegre para assumir mais uma vez o comando do Internacional. Esta passagem tornou-se a mais vitoriosa de sua carreira. O começo não foi feliz e, no primeiro trimestre, acabou perdendo o título do Campeonato Gaúcho, após dois empates com o Grêmio, mas foi mantido pela diretoria para a disputa da Copa Libertadores, que já estava a decorrer. A confiança foi retribuída e Abel conduziu o Internacional ao seu primeiro título da competição continental, após uma final disputada com o então campeão do mundo São Paulo. O título garantiu a presença do Internacional no Mundial de Clubes da FIFA, em dezembro daquele ano. Abel não perdeu a oportunidade e conquistou o título mundial após derrotar o Barcelona na final, por 1 a 0, com gol de Adriano Gabiru. No Campeonato Brasileiro, Abel levou o Internacional à 2ª posição.
Naquele jogo, em Yokohama, o time do Inter jogou com uniforme branco. Fato marcante, além do gol de Gabiru, foi a cena mostrando o zagueiro Índio, sangrando com o nariz quebrado.
Com as conquistas, Abel foi mantido para o ano seguinte para a continuidade do trabalho, renovando o contrato por mais um ano. Mas os bons resultados não se repetiram. No Campeonato Gaúcho a equipe colorada não passou da primeira fase, e na Libertadores sequer chegou às oitavas-de-final. Após os fracassos, Abel foi demitido do cargo.
Quando saiu do clube colorado o treinador declarou ter propostas do exterior incompatíveis com o mercado brasileiro. Porém, após recusar propostas do Cruzeiro e do Atlético Mineiro, e admitir propostas de um clube da França e de um clube dos Emirados Árabes, não acertou com nenhum clube. Abel acabou por voltar ao Internacional apenas quatro meses após ter sido demitido.
Quem assumiu o lugar de Abel Braga nessa ocasião foi Alexandre Gallo, que conseguiu obter o título da Recopa Sul-Americana e a tríplice coroa, pelo fato do Internacional sagrar-se campeão da Libertadores, do Mundial de Clubes e da Recopa consecutivamente. Porém, durante o primeiro turno do Brasileirão, a equipe não estava tendo um bom desempenho e Gallo chegou a ser criticado pela imprensa. Gallo treinou a equipe colorada durante apenas quatro meses.
Após o retorno ao Internacional, Abel ainda levou o clube gaúcho a conquista do Campeonato Gaúcho de 2008, sagrando uma goleada de 8 a 1 sobre o Juventude no Estádio Beira-Rio, após derrota por 1 a 0 em Caxias do Sul. O título para Abel era inédito, embora tenha sido campeão regional em quase todos os times que passou. Abel acabou sendo contratado pelo Al-Jazira poucas semanas após a conquista, dando espaço para Tite. No clube dos Emirados Árabes, conquistou a Copa do Presidente e o Campeonato Local, chegando até a ser citado para comandar a Seleção Emiradense, mas preferiu acertar seu retorno para o Fluminense, clube que esperou três meses após a saída de Muricy Ramalho.

### Campeão Carioca e Brasileiro de 2012 pelo Fluminense
Abel, logo após retornar do mundo árabe, iniciou sua trajetória no Fluminense enviando, inicialmente, seu auxiliar-técnico Leomir de Souza, ex-jogador do próprio clube das Laranjeiras e campeão brasileiro de 1984 com toda a equipe. Leomir, em sua primeira partida, ganhou do Cruzeiro por 2 a 1, com dois gols de Rafael Moura. Abel então estreou no jogo contra o Corinthians, sendo que ele perdeu o primeiro jogo dele em sua volta. A campanha do Fluminense foi boa e assim terminou na 3ª colocação do campeonato nacional.
Logo no ano seguinte, seu time ganhou quase todos os campeonatos que disputou: Taça Guanabara, Torneio Luiz Penido, Campeonato Carioca e, por fim, Abel ganhou o único título que faltava em sua carreira: o Campeonato Brasileiro. Este título foi conquistado com 3 rodadas de antecipação, em um jogo em Presidente Prudente. O Fluminense chegou a fazer 2 a 0 diante do Palmeiras antes de ceder o empate que perduraria até os 43 minutos do segundo tempo. O placar final foi 3 a 2, com dois gols de Fred e um gol contra de Maurício Ramos.
Com salários de R$ 700 mil, Abel Braga era o técnico mais bem pago do Brasil, à frente de nomes como Vanderlei Luxemburgo, do Grêmio, Muricy Ramalho, do Santos, e Tite, então atual campeão da Libertadores com o Corinthians.
Em 30 de maio de 2013, depois da eliminação do Flu na Libertadores, Abel saberia que supostos torcedores do clube picharam nas Laranjeiras, sede do clube, "Fora Abel". Os jogadores, ademais, também seriam citados, com a escrita de "Time Sem Vergonha".
Acabou não resistindo a uma sequência de cinco derrotas consecutivas do Fluminense no Campeonato Brasileiro, sendo a última delas por 2 a 0 contra o Grêmio, em Porto Alegre. Com isso, o treinador acabou sendo demitido do Tricolor Carioca no dia 29 de julho.

### Retorno ao Internacional
Em 2014, acertou seu retorno ao Internacional, em sua 6ª passagem pelo clube. Conquistou o seu 2º título gaúcho ao vencer o rival Grêmio na decisão. Porém, viu o Colorado ser eliminado da Copa do Brasil e da Copa Sul-Americana para Ceará e Bahia, respectivamente. No dia 27 de agosto, atingiu a marca de 300 jogos à frente do Internacional. Em dezembro, apesar de levar o Colorado a Copa Libertadores depois de três anos, não teve o contrato renovado e deixou o clube. Abel saiu do Internacional como o segundo treinador da história com mais jogos a frente do clube, com 328 partidas.
Em 2015, acertou seu retorno ao Al Jazira, mas acabou sendo demitido no dia 12 de dezembro após ser goleado pelo Al-Fujairah pelo campeonato local.

### Terceira passagem pelo Fluminense
Após um bom tempo sem trabalho, no dia 1 de dezembro de 2016, foi anunciado como novo treinador do Fluminense para a temporada 2017, essa foi sua terceira passagem pelo clube. No dia 29 de julho de 2017, ocorreu uma tragédia na família de Abel. Seu filho caçula, João Pedro, teve uma convulsão, caiu da janela do seu apartamento no Leblon e acabou morrendo. Após o ocorrido, muito se especulou sobre a possível aposentadoria de Abel, porém ele preferiu continuar no clube. Atualmente Abel Braga é o 2º treinador que mais partidas dirigiu o Fluminense, perdendo apenas para Zezé Moreira. No dia 16 de junho de 2018, Abel pediu demissão do Tricolor.

### Retorno ao Flamengo
Em dezembro de 2018, acertou seu retorno ao Flamengo. Na segunda passagem pelo clube, Abel foi campeão do Campeonato Carioca de 2019. Com uma campanha inconstante do Rubro-Negro no Brasileirão, o treinador pediu demissão em maio de 2019. Ao todo, foram 28 jogos, com 18 vitórias, seis empates e quatro derrotas. Sua equipe marcou 54 gols, sofreu 24 e teve um aproveitamento de 64%.

### Cruzeiro
No dia 27 de setembro de 2019, acertou com o Cruzeiro, com a missão de ajudar o clube na luta contra o rebaixamento.
Foi demitido no dia 29 de novembro. No total, comandou o Cruzeiro em 14 jogos, com três vitórias, oito empates e três derrotas.

### Retorno ao Vasco da Gama
Em 16 de dezembro de 2019, acertou seu retorno ao Vasco da Gama. Em 16 de março de 2020, após o Vasco ser derrotado pelo Fluminense por 2 a 0, Abel optou por deixar o comando do Cruzmaltino. Foram três meses no comando do time, com 14 jogos, quatro vitórias, cinco empates e cinco derrotas. Um aproveitamento de 40,5%.

### Sétima passagem pelo Internacional
No dia 10 de novembro de 2020, o Internacional anunciou a contratação de Abel Braga, com contrato válido até fevereiro de 2021. Em sua sétima passagem pela equipe, o treinador chegou para substituir o argentino Eduardo Coudet, que pedira demissão. Sob o comando de Abel, o Colorado sofreu duas eliminações sucessivas nos pênaltis, para o América Mineiro nas quartas de final da Copa do Brasil, e para o Boca Juniors nas oitavas de final da Libertadores. Porém, após esses reveses, a equipe engatou uma sequência de nove vitórias no Campeonato Brasileiro, batendo o recorde de vitórias seguidas na era dos pontos corridos.
No dia 14 de fevereiro de 2021, tornou-se o treinador que mais disputou partidas pelo Internacional, com 338 jogos, superando Teté. A marca veio em uma vitória dramática contra o Vasco por 2 a 0 em São Januário, pela 36º rodada do Brasileirão 2020. O Inter perdeu a liderança para o Flamengo na penúltima rodada do campeonato, após uma derrota de virada por 2 a 1, no Maracanã, em confronto direto contra o time carioca. Já no dia 25 de fevereiro, necessitando de um gol para ser campeão, o time não conseguiu o título e ficou no empate em 0 a 0 contra o Corinthians, no Beira-Rio. Apesar de ter sido eleito o melhor técnico da competição, Abel deixou o clube.

### Lugano
Foi anunciado pelo Lugano, da Suíça, no dia 7 de junho de 2021, assinando contrato por um ano, sendo o único técnico brasileiro a comandar um time de primeira divisão das ligas da Europa. No entanto, acabou sendo demitido no dia 1 de setembro, após comandar ae quipe em apenas cinco jogos — três vitórias e duas derrotas.

### Quarta passagem pelo Fluminense
Em 14 de dezembro de 2021, foi anunciado seu retorno para o Fluminense a partir da temporada 2022.
Durante sua quarta passagem no Flu, conquistou a Taça Guanabara e principalmente o título do Campeonato Carioca após dez anos de jejum, tendo sido o treinador da última conquista.
Menos de um mês depois, após atuações ruins no Brasileiro e na Copa do Brasil, além de dois tropeços seguidos na Sul-Americana, Abel entregou o cargo e deixou o clube no dia 28 de abril. No total nessa passagem, o técnico dirigiu o Fluminense em 26 jogos, sendo 17 vitórias, quatro empates e cinco derrotas, um aproveitamento de 70,5%.

### Aposentadoria
Em 29 de junho de 2022, Abel Braga anunciou sua aposentadoria, em definitivo, das funções de treinador de futebol, afirmando também que pretendia seguir trabalhando no esporte.

## Carreira pós-aposentadoria

### Diretor técnico do Vasco da Gama
Após a sua aposentadoria como treinador, Abel assumiu um novo cargo no futebol, sendo anunciado como diretor técnico do Vasco da Gama no dia 6 de dezembro de 2022.
Em 7 de dezembro de 2023, um dia após o fim do Campeonato Brasileiro, Abel Braga foi demitido juntamente com Paulo Bracks, quem o indicou para a função de diretor técnico. Ambos foram muito criticados devido a péssima temporada do clube, na qual foi eliminado na semifinal do campeonato estadual para o seu arquirrival Flamengo, sendo eliminado na segunda fase da Copa do Brasil para o ABC nos pênaltis, clube que ficou na última colocação na Série B, e passando boa parte do Campeonato Brasileiro na zona de rebaixamento, garantindo a permanência na elite apenas na última rodada. Abel achou uma injustiça a demissão do executivo Paulo Bracks, classificando-o como o melhor trabalho de um executivo na temporada. Ele segue negociando com o Internacional para uma nova função.

## Controvérsias
Ao longo da sua carreira, Abel Braga sempre foi visto como uma pessoa que não media as palavras, por vezes causando embaraços aos dirigentes e jogadores por suas declarações. No Botafogo, quando treinador, foi a público por diversas vezes reclamar da falta de reforços, o que acabou mais tarde resultando no seu pedido de demissão. O ano de 2006 foi, além de marcante pelos títulos, também marcante pelas suspensões. Em outubro foi suspenso por 30 dias por insultos ao árbitro Vágner Tardelli. No mesmo ano foi julgado mais duas vezes pelo STJD por ter comparecido ao vestiário do Internacional em dois jogos no período em que ainda cumpria a pena anterior, sendo uma vez absolvido e a outra punido com 90 dias de suspensão. Ainda em 2006, mas referente a um caso de 2001, quando treinava o Atlético-MG, foi dado início a um processo contra Abel em nome do árbitro Luiz Carlos Silva por danos morais.
Em 30 de maio de 2013, no desembarque do Fluminense após a eliminação na Libertadores (na qual o clube era um dos favoritos ao título) diante do paraguaio Olimpia, Abel Braga foi, junto com seus atletas, ironizado por torcedores rivais que estavam no Aeroporto Tom Jobim. O grupo, entoando cantos e gritos, clamou "Abel é Mengão". Ao ouvir tal coro, o treinador "fez gestos obscenos e levou as mãos à genitália".

## Títulos como jogador
Fluminense
- Campeonato Carioca[58]: 1971, 1973 e 1975
- Taça Guanabara: 1971, 1975
- Torneio Quadrangular de Salvador: 1971
- Taça Disciplina: 1972
- Taça Fadel Fadel: 1972
- Taça Francisco Laport: 1973
- Torneio Internacional do Rio de Janeiro: 1973
- Troféu José Ferreira Agostinho: 1973

Vasco da Gama
- Taça Guanabara: 1976 e 1977
- Torneio Heleno Nunes: 1976
- Taça Manoel do Nascimento: 1977
- Campeonato Carioca: 1977
- Torneio Imprensa de Santa Catarina: 1977
- Troféu Cidade de Elche: 1979

Paris Saint-Germain
- Torneio de Paris: 1980 e 1981

Cruzeiro
- Taça Minas Gerais: 1982
- Troféu Cidade de Santander: 1982
- Troféu Cidade de Valladolid: 1982

Botafogo
- Torneio de Genebra: 1984

## Títulos como treinador
Botafogo
- Torneio de Berna: 1985

Rio Ave
- Campeonato Português - Segunda Divisão: 1985–86

Santa Cruz
- Campeonato Pernambucano: 1987

Belenenses
- Taça de Honra da AF Lisboa: 1993–94

Atlético Paranaense
- Campeonato Paranaense: 1998
- Taça FPF: 1998

Coritiba
- Campeonato Paranaense: 1999

Vasco da Gama
- Taça Guanabara: 2000

Flamengo
- Taça Guanabara: 2004
- Campeonato Carioca: 2004 e 2019
- Taça Rio: 2019
- Florida Cup: 2019

Fluminense
- Taça Rio: 2005 e 2018
- Campeonato Carioca: 2005, 2012 e 2022
- Taça Guanabara: 2012, 2017 e 2022
- Troféu Luiz Penido: 2012
- Campeonato Brasileiro: 2012

Internacional
- Copa Libertadores da América: 2006
- Copa do Mundo de Clubes da FIFA: 2006
- Copa Dubai: 2008
- Campeonato Gaúcho: 2008 e 2014

Al-Jazira
- Copa da Liga dos Emirados Árabes Unidos: 2009–10
- Campeonato Emiradense: 2010–11
- Copa do Presidente dos Emirados Árabes Unidos: 2010–11

### Prêmios individuais
Internacional
- Prêmio Craque do Brasileirão de Melhor Treinador: 2020[59]
- Melhor Treinador do Campeonato Gaúcho: 2006[60] e 2014[61]

Fluminense
- Prêmio Craque do Brasileirão de Melhor Treinador: 2012[62]
- Melhor Treinador do Campeonato Carioca: 2012,[63] 2017[64] e 2022

### Honrarias
- Prêmio Juscelino Kubitschek[65]
- Calçada da Fama da Federação Gaúcha de Futebol[66]
- Licença Honorária da CBF Academy[67]